# فابیان آرتور گولستون ور
فابیان آرتور گولستون ور (انگلیسی: Fabian Ware; ۱۷ ژوئن ۱۸۶۹ – ۲۸ آوریل ۱۹۴۹) فرد نظامی اهل بریتانیا بود. وی همچنین برندهٔ جوایزی همچون نشان سلطنتی ویکتوریایی، نشان امپراتوری بریتانیا، و نشان حمام شده‌است.